# Soletellina diphos
Soletellina diphos is een tweekleppigensoort uit de familie van de Psammobiidae. De wetenschappelijke naam van de soort werd voor het eerst geldig gepubliceerd in 1771 door Carl Linnaeus.